# Porfir (rocă)

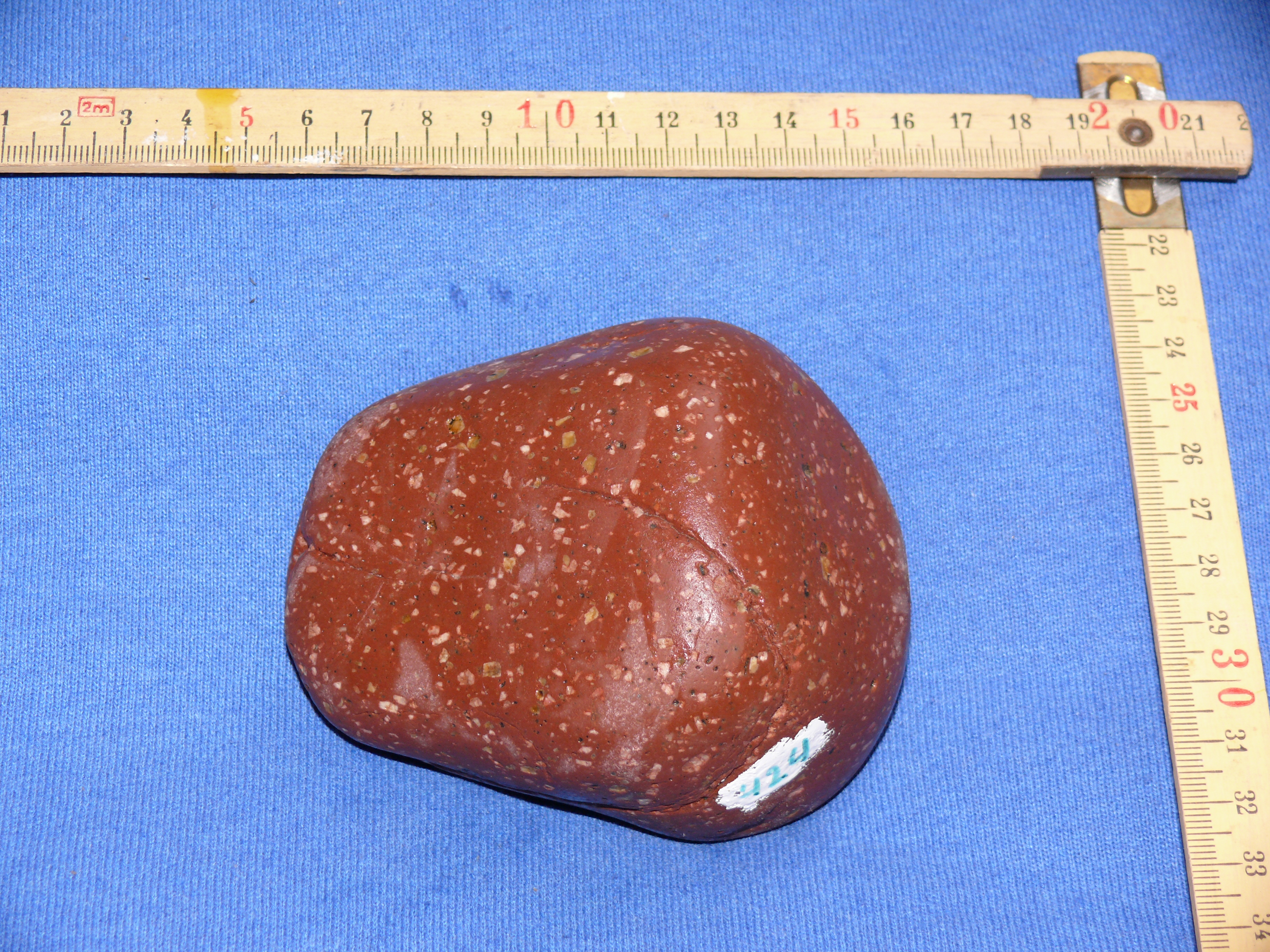
Un eșantion de porfir

Porfirul este un termen generic aplicat unor diferite roci subvulcanice. Termenul nu se referă la o anumită categorie de roci (definită  mineralogic/petrografic sau chimic), ci doar la aspectul macroscopic al lor.
Textura porfirică este aceea în care se văd cu ochiul liber cristale mari (fenocristale) albicioase de feldspat și cuarț, prinse într-o masă microcristalină. Uneori, alături de acestea, pot să apară fenocristale ale unor minerale închise la culoare (mafice) (amfiboli, piroxeni, biotit), de dimensiuni mai mici.
Porfirele, ca magme în ascensiune spre suprafață, au staționat timp mai îndelungat în spații magmatice intermediare, în care, printr-o răcire înceată a magmei, au avut timp să se dezvolte fenocristalele. Dacă ascensiunea magmei ar fi fost rapidă și ar fi erupt ca lave, toate fenocristalele ar fi rămas minuscule, iar matricea ar fi devenit sticloasă. 
La celălalt pol sunt rocile magmatice plutonice care au stat departe de suprafața Pământului și printr-o răcire îndelungată și lentă au avut timp să cristalizeze, fiind compuse în final numai din fenocristale. 
O altă caracteristică a porfirelor este că matricea care înconjoară fenocristalele, nu este sticloasă, ci microcristalină.
În mod tradițional, termenul se referă si la culoarea roșie-purpurie a acestui tip de rocă, prețuită pentru aspectul său decorativ.